# Fønix (tidsskrift)
 For alternative betydninger, se Føniks (flertydig). (Se også artikler, som begynder med Føniks)
Fønix er et teologisk tidsskrift som bringer indlæg der beskæftiger sig med teologi og humaniora samt spændingsfeltet imellem disse to.
Tidsskriftet roser sig af at bringe artikler "... gerne med videnskabelig grund under fødderne, men uden det videnskabelige apparat." Det var ved sin grundlæggelse knyttet til Det Teologiske Fakultet ved Københavns Universitet og blev udgivet med støtte fra Kulturministeriets tidsskriftsstøtteudvalg. Siden 2016 er tidsskriftet udkommet digitalt. Tidsskriftets trykte del består nu af forlagsvirksomhed med bøger inden for teologi og litteratur samt kildeudgivelser og oversættelser. Den trykte serie benævnes Palmeserien og sælges i kommission hos forlaget Eksistensen. Fønix' portefølje i Palmeserien tæller bl.a. oversættelser af Martin Luther, Nikolaj Berdjajev, studier i Grundtvig, Dostojevskij mv og bl.a. også en antologi om mytiske motiver i det 20. århundredes litteratur af litteraten Kasper Støvring.
Det første nummer af Fønix udkom i 1976 med disse teologer som redaktører: Leif Grane, Bent Hahn, Jørgen I. Jensen, Ole Jensen og Niels Thomsen. Tidsskriftet Fønix og Palmeserien redigeres i dag af Rasmus H.C. Dreyer, adjunkt, ph.d. i teologi; Kristoffer Garne, valgmenighedspræst, cand.theol.; Johannes Aakjær Steenbuch, ph.d. i filosofi og postdoc i teologi Sasja Stopa.